# Celles-sur-Ource
Celles-sur-Ource és un municipi francès situat al departament de l'Aube i a la regió del Gran Est. L'any 2007 tenia 445 habitants.

## Demografia

### Població
El 2007 la població de fet de Celles-sur-Ource era de 445 persones. Hi havia 195 famílies de les quals 61 eren unipersonals (24 homes vivint sols i 37 dones vivint soles), 65 parelles sense fills, 57 parelles amb fills i 12 famílies monoparentals amb fills.
La població ha evolucionat segons el següent gràfic:
Habitants censats

### Habitatges
El 2007 hi havia 261 habitatges, 193 eren l'habitatge principal de la família, 21 eren segones residències i 47 estaven desocupats. Tots els 259 habitatges eren cases. Dels 193 habitatges principals, 155 estaven ocupats pels seus propietaris, 32 estaven llogats i ocupats pels llogaters i 5 estaven cedits a títol gratuït; 8 tenien dues cambres, 12 en tenien tres, 47 en tenien quatre i 126 en tenien cinc o més. 157 habitatges disposaven pel capbaix d'una plaça de pàrquing. A 94 habitatges hi havia un automòbil i a 81 n'hi havia dos o més.

### Piràmide de població
La piràmide de població per edats i sexe el 2009 era:
| Homes | Edats   | Dones |
| ----- | ------- | ----- |
| 0     | 95 o +  | 0     |
| 4     | 90 a 94 | 0     |
| 4     | 85 a 89 | 8     |
| 12    | 80 a 84 | 8     |
| 4     | 75 a 79 | 12    |
| 8     | 70 a 74 | 4     |
| 24    | 65 a 69 | 16    |
| 0     | 60 a 64 | 8     |
| 12    | 55 a 59 | 8     |
| 16    | 50 a 54 | 20    |
| 4     | 45 a 49 | 4     |
| 12    | 40 a 44 | 20    |
| 32    | 35 a 39 | 12    |
| 12    | 30 a 34 | 12    |
| 28    | 25 a 29 | 8     |
| 4     | 20 a 24 | 8     |
| 20    | 15 a 19 | 4     |
| 12    | 10 a 14 | 8     |
| 20    | 5 a 9   | 20    |
| 8     | 0 a 4   | 16    |

## Economia
El 2007 la població en edat de treballar era de 278 persones, 210 eren actives i 68 eren inactives. De les 210 persones actives 204 estaven ocupades (113 homes i 91 dones) i 6 estaven aturades (2 homes i 4 dones). De les 68 persones inactives 21 estaven jubilades, 21 estaven estudiant i 26 estaven classificades com a «altres inactius».

### Ingressos
El 2009 a Celles-sur-Ource hi havia 210 unitats fiscals que integraven 501 persones, la mediana anual d'ingressos fiscals per persona era de 23.892 €.

### Activitats econòmiques
Dels 28 establiments que hi havia el 2007, 1 era d'una empresa extractiva, 4 d'empreses alimentàries, 1 d'una empresa de fabricació d'altres productes industrials, 5 d'empreses de construcció, 8 d'empreses de comerç i reparació d'automòbils, 1 d'una empresa de transport, 6 d'empreses immobiliàries i 2 d'empreses de serveis.
Dels 6 establiments de servei als particulars que hi havia el 2009, 1 era una oficina de correu, 2 paletes, 1 fusteria i 2 lampisteries.
L'únic establiment comercial que hi havia el 2009 era una botiga de menys de 120 m².
L'any 2000 a Celles-sur-Ource hi havia 106 explotacions agrícoles que ocupaven un total de 740 hectàrees.

## Poblacions més properes
El següent diagrama mostra les poblacions més properes.